# Arturo Castiglioni
Arturo Castiglioni (Trieste, 10 de Abril de 1874 — Milão, 21 de janeiro 1953) foi um italiano naturalizado americano historiador médico e professor universitário.

## Biografia
Castiglioni nasceu em 10 de Abril de 1874, cresceu em Trieste sua cidade natal situada na Itália.
Em 1939, emigrou para os Estados Unidos e tornou-se professor em Yale University em New Haven Connecticut.
Seu irmão foi Camillo Castiglioni, um banqueiro ítalo-austríaco.
Castiglioni foi um membro da Sociedade Internacional para a História da Medicina.
O professor médico retorna a seu país morre ao 77 anos em 21 de janeiro 1953 na cidade de Milão.

## Obras literárias
- Il volto di Ippocrate (O rosto de Hipócrates), 1925
- Storia della medicina (História da Medicina), 1927
- Italian medicine (Medicina Italiana, 1932
- The history of tuberculosis (A história de tuberculose), 1933
- The renaissance of medicine in Italy (O renascimento da medicina na Itália), 1934
- Incantesimo e magia (Encantamento e magia), 1934
- L'orto della sanita (O jardim da saúde), 1935